# Rocetelion humerale
Rocetelion humerale är en tvåvingeart som först beskrevs av Zetterstedt 1850.  Rocetelion humerale ingår i släktet Rocetelion, och familjen platthornsmyggor. Enligt den finländska rödlistan är arten sårbar i Finland. Enligt den svenska rödlistan är arten nära hotad i Sverige. Arten förekommer i Götaland, Svealand och Övre Norrland. Arten har tidigare förekommit i Nedre Norrland men är numera lokalt utdöd. Artens livsmiljö är naturlundskogar.